# Kumbhamela

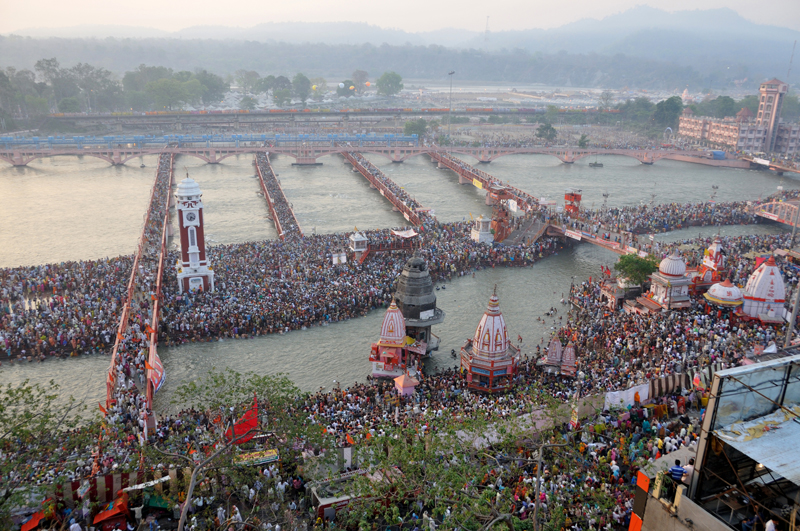
Haridwar, 14 de abril de 2010: Los peregrinos se encuentran para el tercer Shahi Snan en Har ki Pauri para tomar el último baño real en el Ganges. Una imagen del documental "Amrit néctar de la inmortalidad".

En el marco del hinduismo, la o el kumbhamela o kumbh mela es un peregrinaje que se realiza cuatro veces cada doce años, y tiene lugar, por turno, en los siguientes lugares santos:
- Prayag, el nombre hindú de Prayagraj (en Uttar Pradesh),
- Haridwar (en Uttarakhand),
- Ujjain (en Madhya Pradesh) y
- Nasik (en Maharashtra).

Cada ciclo de doce años, cuando según la astrología védica (jyotish), Júpiter entra en la constelación de acuario (kumbha), incluye un mahā kumbhamela (o ‘gran reunión de acuario’) en Praiag, en las riberas del Ganges, en la que participan varios millones de personas, lo que hace que probablemente sea el mayor peregrinaje que se celebra en el mundo. Las estimaciones consideran que en las tres semanas del mahā  kumbhamela de 2001, se dieron cita 70 millones de personas.
Literalmente, en sánscrito, el kumbhá: ‘acuario (zodiaco jyotish) jarro, pote, cántaro, vaso’; la mélā: ‘reunión, asamblea’).
Las semanas durante las que se celebra el festival se repiten en cada lugar aproximadamente una vez cada 12 añosbasado en el Calendario luni-solar hindú y las posiciones astrológicas relativas de Júpiter, el sol y la luna. La diferencia entre los festivales de Prayag y Haridwar es de unos 6 años, y ambos presentan un Maha (mayor) y un Ardha (medio) Kumbh Melas. Los años exactos, en particular para los Kumbh Melas de Ujjain y Nashik, han sido objeto de disputa en el siglo XX. Los festivales de Nashik y Ujjain se han celebrado el mismo año o con un año de diferencia, normalmente unos 3 años después del Kumbh Mela de Allahabad / Prayagraj. En otros lugares de muchas partes de la India, festivales de peregrinación y baño comunitarios similares pero más pequeños se denominan Magha Mela, Makar Mela o equivalentes. Por ejemplo, en Tamil Nadu, el Magha Mela con ritual de baño de agua es un festival de antigüedad. Este festival se celebra en el tanque Mahamaham (cerca del río Kaveri) cada 12 años en Kumbakonam, atrae a millones de hindúes del sur de la India y se ha descrito como el Kumbh Mela tamil. Otros lugares donde la peregrinación y las ferias de baño Magha-Mela o Makar-Mela se han denominado Kumbh Mela son Kurukshetra, Sonipat, y Panauti (Nepal).
Los Kumbh Melas tienen tres fechas en torno a las cuales participan la mayoría significativa de los peregrinos, mientras que el festival en sí dura entre uno y tres meses alrededor de estas fechas. Cada festival atrae a millones de personas, siendo la mayor concentración el Prayag Kumbh Mela y la segunda en Haridwar. Según la Encyclopædia Britannica y las autoridades indias, más de 200 millones de hindúes se reunieron en el Kumbh Mela en 2019, incluidos 50 millones en el día más multitudinario del festival. El festival es una de las mayores concentraciones pacíficas del mundo, y está considerado como la "mayor congregación de peregrinos religiosos del mundo". Ha sido inscrita en la Lista Representativa del Patrimonio Cultural Inmaterial de la Humanidad de la UNESCO. El festival se observa durante muchos días, siendo el día de Amavasya el que atrae a un mayor número en un solo día. Las autoridades del Kumbh Mela afirmaron que la mayor asistencia en un solo día al Kumbh Mela fue de 30 millones el 10 de febrero de 2013, y 50 millones el 4 de febrero de 2019.

## Orígenes históricos
Las raíces históricas del kumbhamela se encuentran probablemente en las ceremonias propiciatorias organizadas en las épocas de siembra, en el curso de las cuales en las aguas de los ríos sagrados se ponen en remojo recipientes con granos para germinar. También se la ha considerado como un ritual de fertilidad donde el cántaro simboliza, por su forma, no sólo a la Diosa Madre sino también al útero, la matriz del mundo. En general, el pote se asocia naturalmente al agua, y en particular a los ríos, que han desempeñado un importante papel en el mundo indio desde por lo menos la civilización del valle del Indo, como parece indicar el tanque de agua de Mohenjo-daro.
Probablemente haya sido el peregrino chino Xuanzang quien hizo la primera mención histórica de la kumbhamela. En el siglo VII, el rey indio Harsha lo invitó a visitar Praiag. Sin embargo, algunos historiadores disienten con esta interpretación: no se sabe si el peregrino asistió a una reunión de santones.
En cambio, sí hay acuerdo en aceptar que el reformador hindú Shankar Acharya fue el promotor de esta reunión de hombres santos durante las kumbhamela para infundir un renacimiento del hinduismo, que desde hacía varios siglos se había resentido de la pujanza del budismo y del jainismo.

## Etimología y nomenclatura
El Kumbha en Kumbha Mela significa literalmente "cántaro, jarra, olla" en sánscrito. Se encuentra en los textos védicos, en este sentido, a menudo en el contexto de contener agua o en leyendas míticas sobre el néctar de la inmortalidad.  La palabra Kumbha o sus derivados se encuentran en el Rigveda (1500-1200 AEC), por ejemplo, en el verso 10. 89.7; verso 19.16 del Yajurveda, verso 6.3 del Samaveda, verso 19.53.3 del Atharvaveda, y otra literatura védica y post-védica en sánscrito antiguo. En los textos astrológicos, el término también se refiere al signo zodiacal de Aquarius. La etimología astrológica se remonta a finales del primer milenio de nuestra era, probablemente influida por las ideas del zodiaco griego. 
La palabra mela significa "unir, juntar, reunirse, moverse juntos, asamblea, confluencia" en sánscrito, sobre todo en el contexto de ferias, celebraciones comunitarias. Esta palabra también se encuentra en el Rigveda y otros textos hindúes antiguos. Así, Kumbh Mela significa "asamblea, reunión, unión" en torno al "agua o néctar de la inmortalidad".

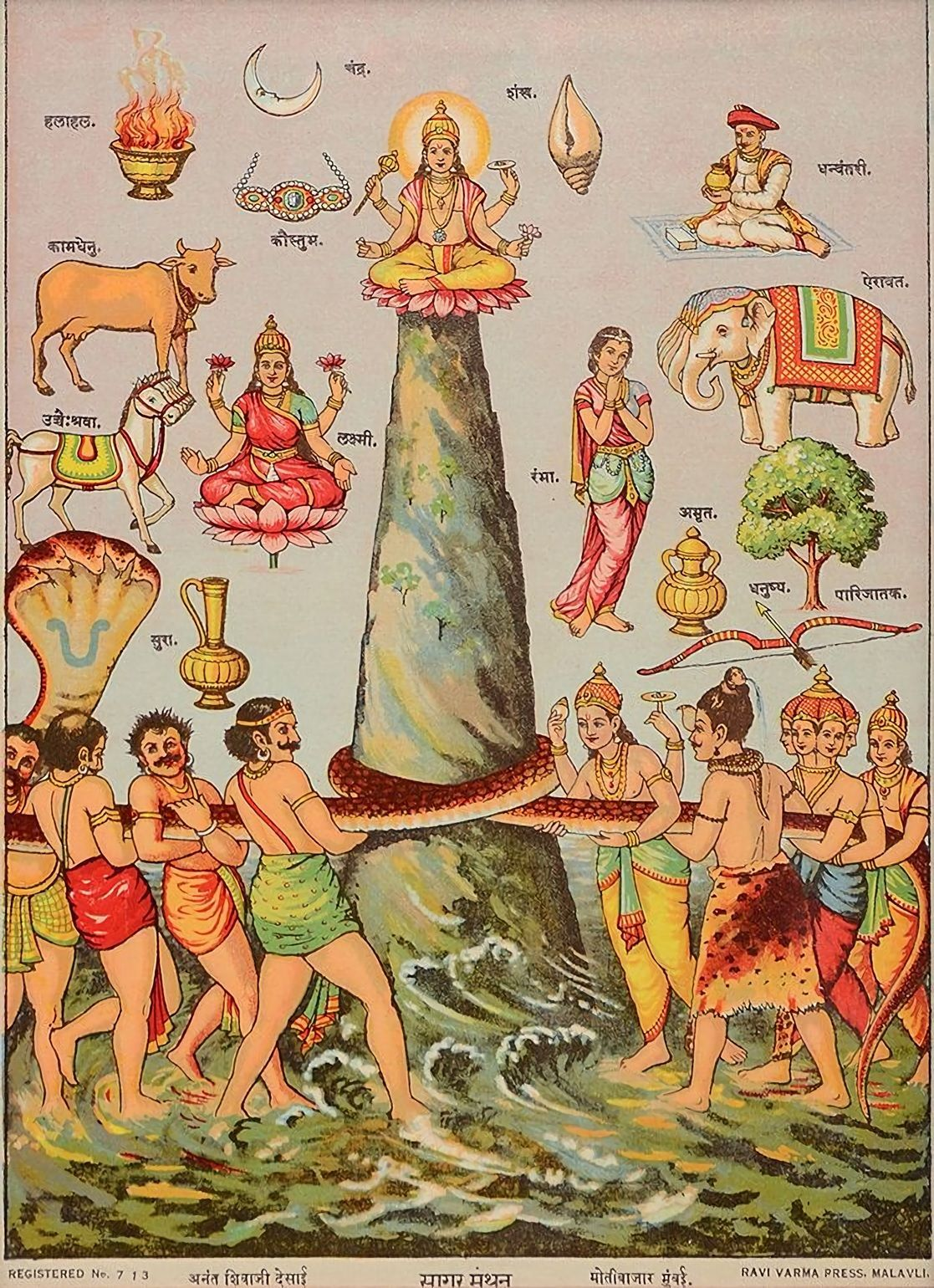
Una vasija (kumbha) conteniendo Amrita fue uno de los productos creativos de la leyenda Samudra Manthana en los antiguos textos hindúes

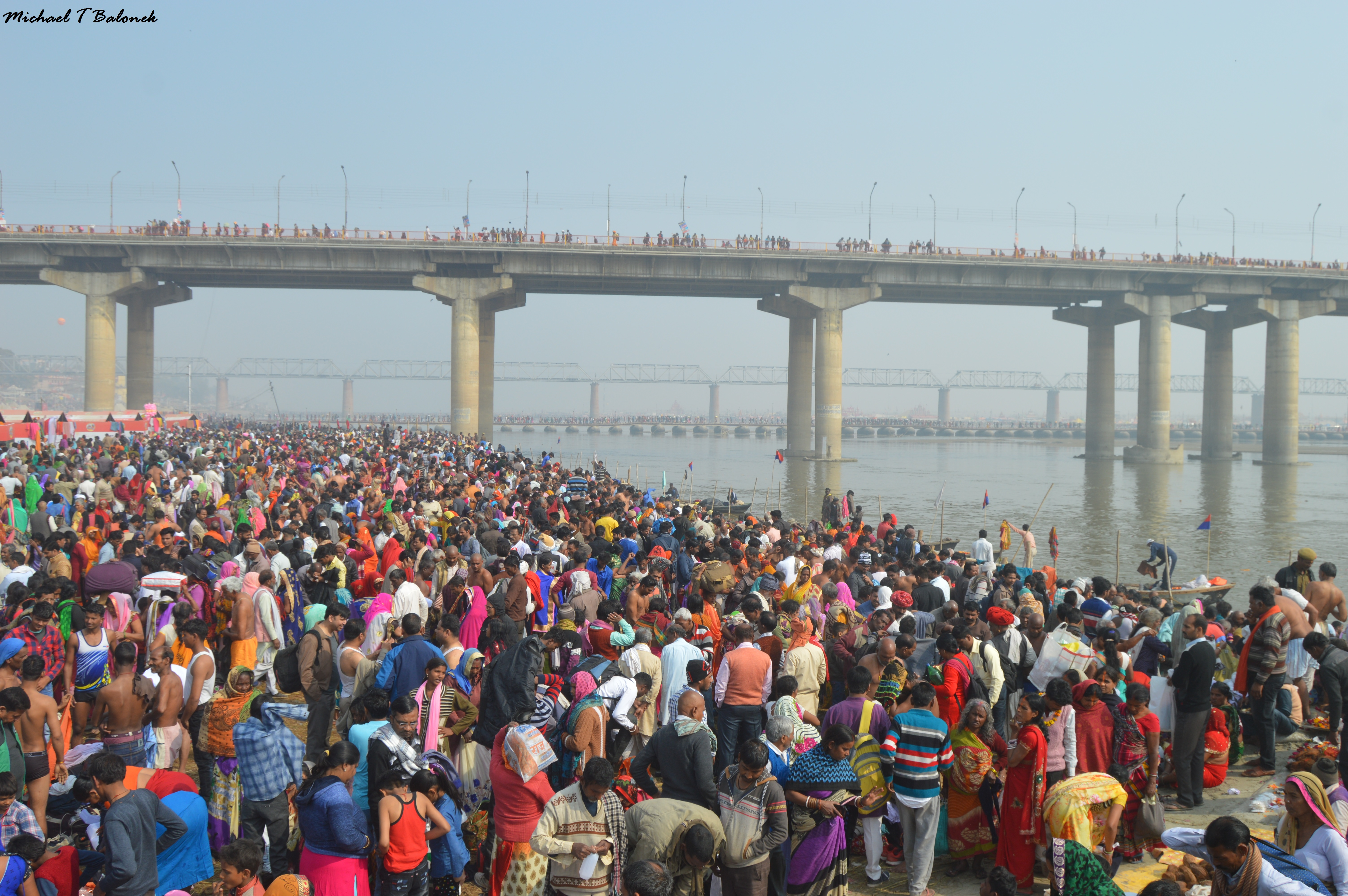
Grandes multitudes en el Ganges (Ganges) en un importante día de baño en el Kumbh Mela 2019

.
.

## La leyenda original

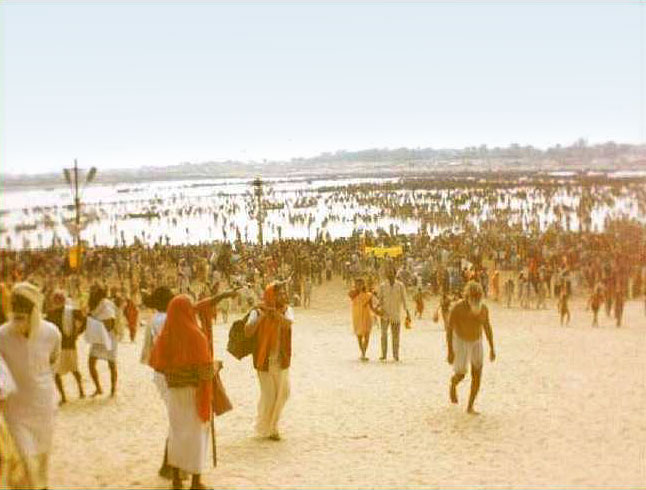
Kumbhamela en Triveni Sangam (‘encuentro de los tres ríos’) en Praiāga, en enero de 2001 (foto tomada por Jánuman Dasa).

La observancia del kumbhamela se basa en el mito hindú del batido del océano de leche. En tiempos pretéritos, los devas (dioses) y los asuras (demonios) hicieron una alianza provisional para trabajar juntos en la elaboración del amrita, el néctar de la inmortalidad, a partir del Kshīra Sagara, el océano primigenio de leche, y compartir luego este amrita.
Sin embargo, cuando apareció el dios Dhanu Antari con el kumbhá (el pote que contenía el amrita), los demonios se lo arrebataron y huyeron lejos, perseguidos por los dioses. Durante doce días y doce noches divinas (el equivalente a doce años humanos), los dioses y los demonios combatieron en el cielo por la posesión del cántaro de amrita. Durante la batalla, algunas gotas de amrita cayeron en cuatro lugares: Praiag, Hardwar, Ujjain y Nasik, motivo por el cual estas ciudades son sagradas y lugares de celebración del kumbhamela.

## Astrologíay Kumbhamela
Las fechas precisas de la Khumbhamela, como a menudo pasa en la India, están determinadas por métodos astrológicos basados en las posiciones del Sol, de la Luna y de Júpiter:
- en Praiag, el Maha Kumbhamela se celebra en el mes de magha (entre enero y febrero del calendario gregoriano). El mérito más elevado se obtiene bañándose en la confluencia del Ganges, el Yamuna y el Sáraswati (un río virtual, probablemente reminiscencia de un curso de agua desaparecido) en el día de luna nueva, cuando Júpiter está en Tauro y el Sol y la Luna en Capricornio;
- en Haridwar/Hardwar, la Kumbhamela se celebra en los meses de phalgun (febrero/marzo) y chaitra (marzo/abril), cuando el Sol está en Aries, la Luna en Sagitario y Júpiter en Acuario;
- en Ujjain, la Kumbhamela tiene lugar en el mes de vaishakha (mayo del calendario gregoriano), cuando los planetas están en Libra, el Sol y la Luna en Aries y Júpiter en Leo;
- en Nasik, la Kumbhamela se celebra en el mes de śravana (julio del calendario gregoriano), cuando el Sol y la Luna están en Cáncer y Júpiter en Escorpio.

## Las prácticas de la Kumbhamela

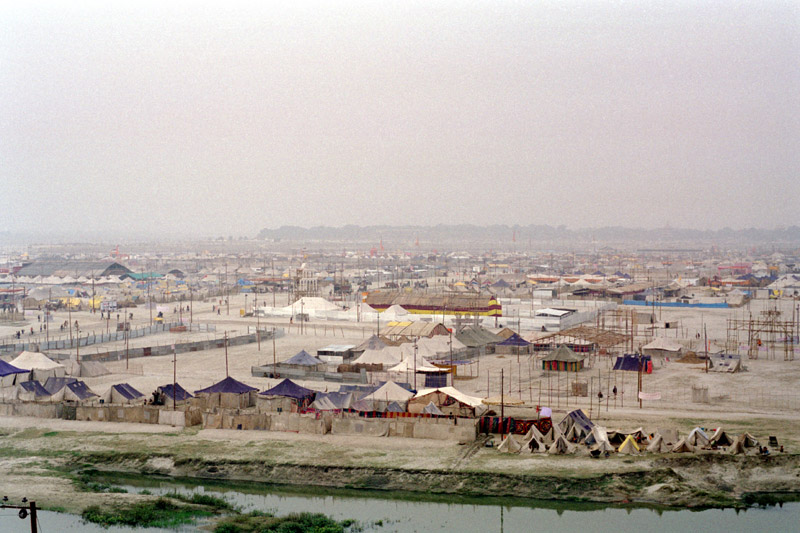
Vista del campamento del Majā Kumbhamela (‘gran encuentro del pote’) en 2001.

Las poblaciones que acogen las Kumbhamela son el escenario, al inicio de la manifestación, de desfiles ceremoniales que marcan la llegada oficial de los santos hombres, montados en una gran variedad de medios de transporte: elefantes, caballos, camellos, coches, palanquines y carros, a veces tirados por hombres en muestra de su devoción. Generalmente los sadhus Naga Baba (los guerreros de Shivá) son los primeros en desfilar bajo una lluvia de pétalos, y cada credo intenta superar a los demás con el esplendor de su comitiva.
El acontecimiento más importante de la Kumbhamela es la inmersión en el río en el momento en que sus aguas se transforman en amrita. Los hindúes creen que sumergirse completamente en el agua en este momento limpiará de todos sus pecados a ellos y a sus ascendentes en 88 generaciones. Las fechas más propicias, determinadas por cálculos astrológicos, son los llamados días de shahi shan. En estos días, los akhara (o grandes asambleas de sadhus) conducen una comitiva real (shahi) que alcanza su apogeo con el baño (snāna) en el Ganges. Los Naga Baba son los primeros en sumergirse, desnudos y por parejas, ataviados a veces solamente con un mālā (rosario de cuentas). Cuando acaban sus abluciones, los sadhus cubren sus cuerpos con ceniza. Después de bañarse las diferentes credos de sadhus, quizá con algunas escaramuzas por querer tener preferencia, los peregrinos ordinarios, que han esperado pacientemente hasta este momento, pueden acceder al agua.
Excepto la inmersión en el río, el peregrinaje a la Kumbhamela permite a los creyentes hindúes recibir la bendición de los sadhus, santos y otros yoguis, y hacer el darshan, la contemplación ritual que transmite la energía espiritual. Los devotos recorren así los campamentos donde se alojan los sadhus, recibiendo bendiciones y dándoles a cambio sus ofrendas.
El Kumbhamela es obviamente un periodo particularmente propicio para ceremonias religiosas, como por ejemplo la iniciación de miles de sadhus novicios que se estrenan así en su vida de ascetas. Para los sadhus confirmados es además la ocasión de ascender en su orden o de hacer el voto de seguir una nueva vía ascética.

## Los recientes Kumbhamela
- 2007: Praiag (Prayagraj)
- 2010: Haridwar
- 2013: Praiag
- 2015: Nasik
- 2016: Ujjain

### 2025: Prayagraj
2025 Prayag Kumbh Mela; también conocido como 2025 Maha Kumbh, es el Maha Kumbh Mela que se llevará a cabo en Triveni Sangam en Prayagraj, Uttar Pradesh, India, será un evento que se celebrará una vez cada 12 años y comenzará el 13 de enero de 2025 y finalizará el 26 de febrero de 2025, con una duración de 44 días. Se espera que atraiga a unos 40 millones de visitantes y contará con la visita de dignatarios de Estados Unidos, Israel, Francia y muchos otros países.
Las actividades en la zona de Mela comenzaron con la adjudicación de tierras a los Akhara por parte de las autoridades administrativas de Mela constituidas por el gobierno del estado de Uttar Pradesh.

## Cita
Cada doce años, India entera se estremece; los pueblos se agitan, los monasterios se vacían, de las cuevas del Himalaya descienden ermitaños desnudos sucios de cenizas, de la costa de Malabar, del cabo Comorín, del golfo de Bengala, de los montes Vindhya, del desierto del Thar convergen carros de toda clase, comitivas de monjes, grupos de indigentes, tropas de leprosos, séquitos de rajás, palanquines abarrotados de mujeres ocultas por cortinas blancas, trenes llenos de pasajeros, una muchedumbre extraordinaria ávida de santidad: los peregrinos de la Kumbh-Mela.
Mircea Eliade, La India

## Otros lugares
También se denomina Kumbhamela a otras reuniones, que realmente no tienen relación con la leyenda original, pero son una ocasión de reunir a grandes masas por motivos religiosos, como las de Puri, Kumbakonam y la yainista de Shravana-Belgola.